# رود وایت (کماندار)
رود وایت (انگلیسی: Rod White؛ زادهٔ ۱ مارس ۱۹۷۷) کماندار اهل ایالات متحده آمریکا بود.
وی در مسابقات کشوری و بین‌المللی در مجموع برندهٔ ۱ مدال طلا، ۱ مدال برنز شده‌است.